# Гиббс (лунный кратер)
Кратер Гиббс (лат. Gibbs) — древний крупный ударный кратер у восточного лимба видимой стороны Луны. Название присвоено в честь американского физика, физикохимика, математика и механика Джозайи Уилларда Гиббса (1839—1903); утверждено Международным астрономическим союзом в 1964 г. Образование кратера относится к нектарскому периоду.

## Описание кратера
Ближайшими соседями кратера являются кратер Бехайм на западе-северо-западе; кратер Ансгар на северо-западе; кратер Шорр на востоке; кратер Кюри на юго-востоке; кратер Гумбольдт на юге-юго-западе; а также кратер Гекатей на юго-западе. На юге от кратера находится цепочка кратеров Гумбольдта. Селенографические координаты центра кратера 18°22′ ю. ш. 84°16′ в. д. / 18,37° ю. ш. 84,27° в. д., диаметр 78,8 км, глубина 2,3 км.
Кратер умеренно разрушен, имеет близкую к циркулярной форму, с выступом в северной части, юго-западная часть вала спрямлена, в северной и южной частях вала находятся невысокие расщелины. Средняя высота вала кратера над окружающей местностью 1330 м, объем кратера составляет приблизительно 5300 км³. Дно чаши кратера сравнительно ровное в юго-западной части, пересечено хаотично расположенными хребтами в северо-восточной части. На северо-западе от центра чаши расположен небольшой кратер. В северо-восточной части вала недавний импакт сформировал кратер с высоким альбедо и системой ярких лучей.
Вследствие расположения у восточного лимба Луны кратер при наблюдениях с Земли имеет сильно искаженную форму.

## Сателлитные кратеры
| Гиббс | Координаты                                            | Диаметр, км |
| ----- | ----------------------------------------------------- | ----------- |
| D     | 13°07′ ю. ш. 85°53′ в. д. / 13,11° ю. ш. 85,89° в. д. | 13,6        |